# Jaromír Štětina
Jaromír Štětina, češki novinar in politik, * 6. april 1943, Praga, Češkoslovaška, † 17. april 2025.
Od leta 2004 je bil senator Češke republike.